# Данъчна декларация (Великобритания)
В Обединеното кралство терминът tax return e използван за обясняване на документите, които трябва да бъдат попълнени заедно с декларираните задължения (пасиви) за данъчно облагане в HM Revenue & Customs.
Различните контрагенти трябва да попълнят различни декларации (returns), спазвайки съитветните форми на данъчно облагане. Понастоящем се използват 3 главни декларации (returns), които са:
⇒ SA 100 за индивидуално плащане на данъка върху общия доход (Income Tax);
⇒ CT 600 за фирмено плащане на корпоративния данък (Corporation Tax);
⇒ P35 за (Pay As You Earn) –PAYE – удържани от работодателите;

## Самостоятелно определяне на корпоративния данък (Corporation tax self-assessment)
Фирмата трябва сама да подаде декларация, използвайки формата CT600, и сама да определи размера на нейното данъчно задължение, обикновено в рамките на 12 месеца до края на нейната счетоводна година.

## Удръжки за PAYE
На края на данъчната година, след 6 април, работодателите чрез системата PAYE методично трябва да подават информация на Данъчната служба за техните служители, общо колко са им платили, общата сума на данъка върху общия доход (income tax) и националните осигурителни вноски (national insurance contribution, NICs), които са приспаднати от заплатите на техните служители. Това е уредено чрез формата P35.